# Shuto Kono
Shuto Kono (幸野 志有人 Kono Shuto?), född 4 maj 1993 i Tokyo prefektur, är en japansk fotbollsspelare.
Kono började sin karriär 2010 i FC Tokyo. Efter FC Tokyo spelade han för Oita Trinita, FC Machida Zelvia, V-Varen Nagasaki, JEF United Chiba och Renofa Yamaguchi FC.